# طرادات الفئة أوه
كانت الفئة أوه فئة مخطط لها تضم ثلاثة من طرادات المعركة لكريغسمارينه (البحرية الألمانية) قبل الحرب العالمية الثانية. بدافع النقص الملحوظ في أعداد السفن عند مقارنتها بالبحرية الملكية البريطانية، وُلد تصميم الفئة أوهمع اقتراح تعديل تصميم P-فئة cruiser بمدافع من عيار 380 مليمتر (15 بوصة) بدلا من مدافع من عيار 283 مليمتر (11.1 بوصة) .
تم دمج السفن في الخطة زد 1939 لإعادة تجهيز وتوسيع البحرية الألمانية؛ بينما تقوم حاملة الطائرات وسفن حربية من الفئة أتش وسفن أصغر بمرافقة القافلة، فإن سفينة أو أكثر من فئة أو ستهاجم السفن التجارية.
يعكس تصميم الفئة أوه دورهم؛ بطارية رئيسية ثقيل (من ستة مدافع من عيار 380 ملم في ثلاثة أبراج مزدوجة) بتدريع لمواجهة الطرادات الثقيلة المسلحة ما يكفي من الدروع للدفاع ضد نفسه ولا شيء أكثر، وسرعة قصوى عالية حتى يتمكنوا من الهرب من السفن الرئيسية الأبطأ ولكن أفضل بكثير.
على الرغم من أنه تم التخطيط لها وطلب بنائها، لم تتقدم عملية البناء بسبب نقص المواد والأولويات الأخرى لبناء السفن.

## التطوير

### طرادات الفئة بيه
حتى مع الانتهاء من بناء سفينتين حربيتيين من الفئة شارنهورست وبناء سفينتين حربيتين من فئة بسمارك، ملكة القوة البحرية الألمانية قوات أقل من القوات البحرية الأوروبية. أدى هذا إلى إصدار قرار في عام 1937 لبناء تصميم محسّن من الفئة دويتشلاند. بعد أن تم اعتبار أكثر من عشرين تصميمًا مطابقًا للمواصفات البحرية، تم اختيار تصميم واحد؛ تم تعيينه على أنه طراد «بيه» («بيه» تشير إلى بانزر - بالعربية تعني: «درع»). بموجب الخطة الأصلية، تم بناء اثني عشر سفينة من الفئة بيه. صُممت السفن كقاتلات طرادات وسيكون لها سلاح ثقيل ودروع لمواجهة الطرادات الخفيفة والثقيلة، لكن سوف تتحلى بالسرعة الكافية للتغلب على السفن الحربية وطرادات المعركة.
واجهت التصاميم العديد من المشاكل والمشكلة الأكبر كانت الدروع. السرعة القصوى المطلوبة هي 34 عقدة (63 كم/ساعة؛ 39 ميلاً في الساعة) تعني أن الحد الأدنى للطول الكلي يجب أن يبدأ من 217 م (712 قدمًا) إلى 229.5 م (753 قدمًا). وهذا يعني أيضًا أن الشعاع يمكن أن يكون بحد أدنى 25 مترًا (82 قدمًا) - محركات الديزل يجب ان تكون مثل تلك المستخدمة في دوتشلاند، سوف يزيد الشعاع بمقدار 2 متر (6.6 قدم). لسوء الحظ أدى اتساع الشعاع أي زيادة طول الشعاع إلى وجوب تطويل بدن السفينة أكثر للحفاظ على الكفاءة الهيدروديناميكية. كل هذا يعقد ترتيبات الدروع، حيث كانت هناك حاجة لمزيد من الدروع لتغطية الطول الطويل والشعاع الواسع. في نهاية المطاف، كان من المستحيل تشغيل محركات الديزل لتحريك إزاحة قدرها 20,000 طن (20,000 طن).

### طرادات المعركة

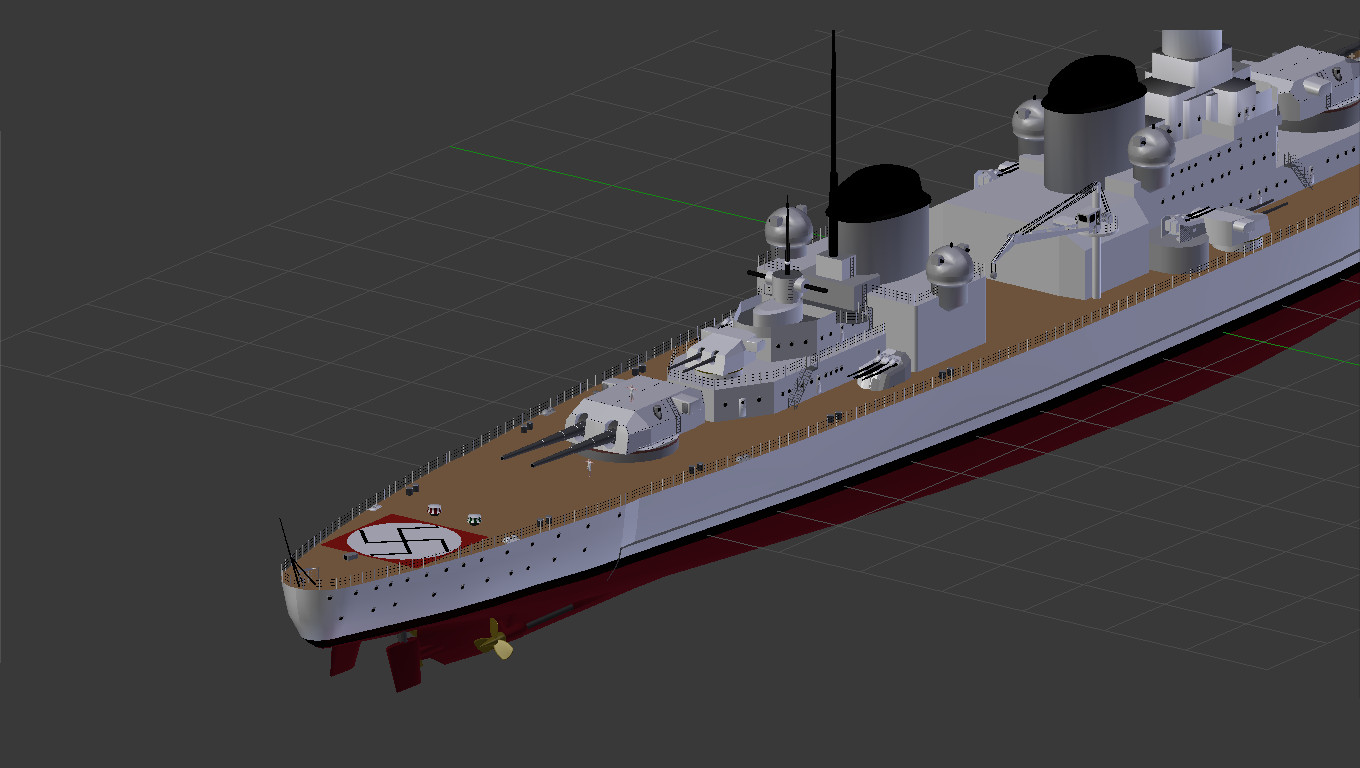
الجزء الخلفي والجزء الخارجي من فئة أوه

على الرغم من تضاؤل الاهتمام بالسفن من الفئة بيه واقتراح استخدام طرادات المعركة لفترة من الوقت في أواخر عام 1937 وأوائل عام 1938، إلا أنه سرعان ما تم إحياء الفكرة في 28 أبريل 1938 من خلال بث هتلر العلني لآرائه حول المعاهدة الأنجلو-ألمانية لعام 1935 وما تلاها من احتمالات متزايدة لأشعال الحرب مع المملكة المتحدة. عندما أجتمع مع الأركان البحرية والأدميرال إريش رايدر، طرح هتلر أفكاره حول قوة بحرية يمكن أن تشكل خطراً كافياً على البريطانيين بحيث يدخلون في تحالف مع ألمانيا بدلاً من الذهاب إلى الحرب. كما قرر هنا، الخطة زد تنطوي على اثنين من فرق العمل كل تتمحور حول ثلاث سفن حربية من الطراز أتش وحاملة طائرات واحدة، مع طرادات ومدمرات مرافقة. في الحرب، كانت هذه القوات تتعاون مع ثلاثة من طرادات المعركة من خلال احتلال شاشات القوافل بينما قامت غواصات يو وواحد أو أكثر من سفن الفئة أوه بإخراج السفن التجارية التي تحمل البضائع.  إن وجود طرادات المعركة الذين يعملون بشكل عام سيكون له تأثير ثانوي في إجبار البحرية الملكية على نشر سفن حربية كمرافقة للقوافل، وبالتالي إضعاف أي أسطول يمكنه إشراك فرق عمل الخطة. 